# Caravelle (automotor)

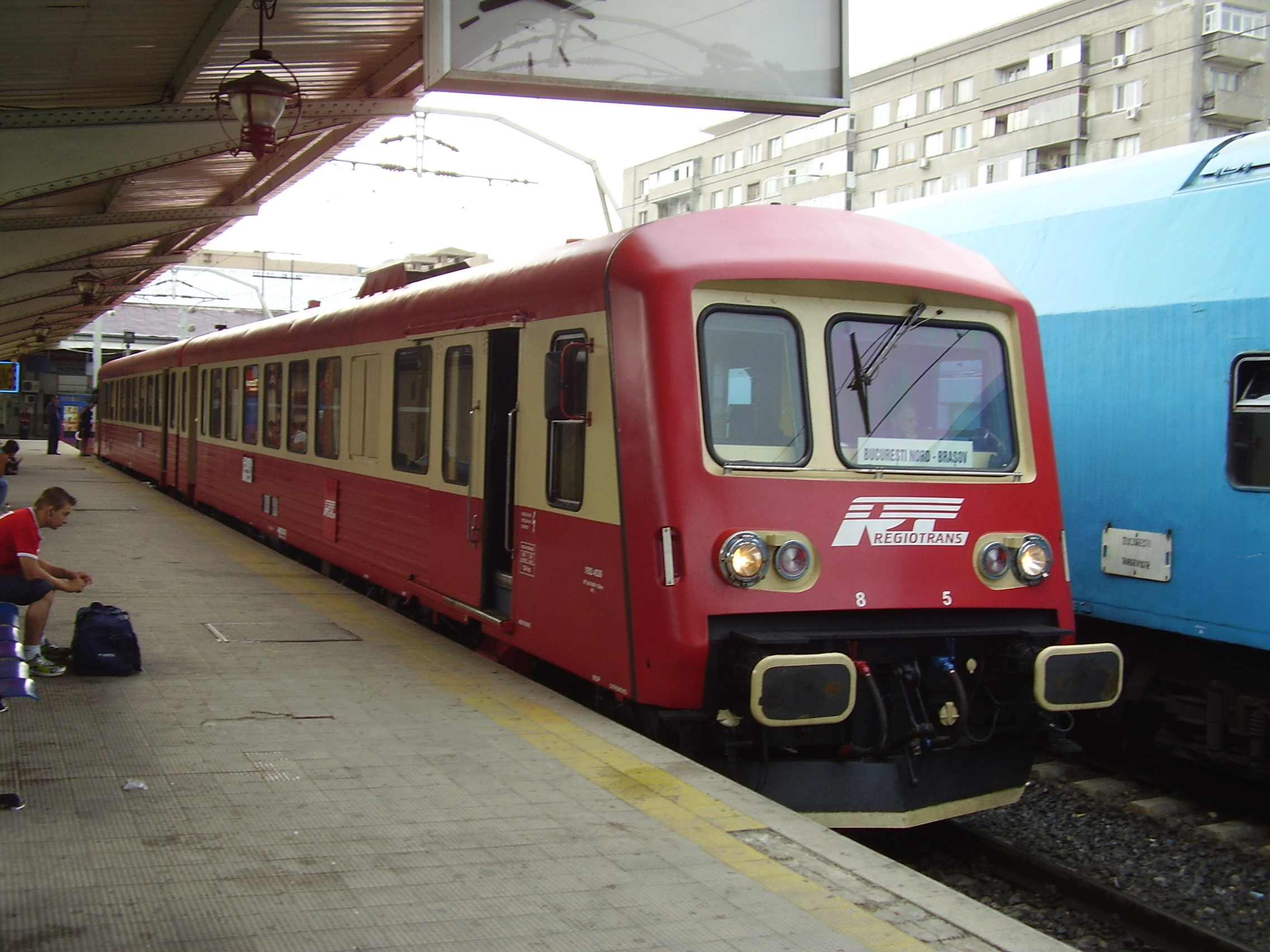
Automotor X 4500 al Regiotrans în Gara de Nord

Caravelle este denumirea generică dată unei familii de automotoare duble, diesel, construite în Franța între 1963 și 1981. Cele patru serii de automotoare sunt: X 4300, X 4500, X 4630 și X 4750 / X 4790, la care se adaugă și variațiile X 4900 (cu 3 vagoane) și X 94750 (rame poștale). Potrivit anumitor surse, porecla „Caravelle” provine de la avionul cu același nume, lansat cu câțiva ani înainte.
În Franța, automotoarele din aceste serii sunt scoase treptat din circulație și înlocuite cu seriile X 72500, X 73500 și AGC. Automotoarele vechi sunt casate sau vândute unor alți operatori. Modelele X 4300 și X 4500, produse în aceeași perioadă, sunt folosite în România de operatorul privat Regio Călători
Fiecare unitate dublă este formată din doua șasiuri, o unitate motoare și o remorcă (cu numele de cod XR 8300 / XR 8500). Dimensiunile exterioare ale cutiilor sunt identice, însă prezența motorului și a restului de subansambluri destinate tracțiunii face ca cele doua unități să difere din punct de vedere al compartimentării interioare. Automotorul dispune de 3 grupuri sanitare, dar nu este dotat cu instalație de climatizare. Ușile pivotante sunt cu acționare manuală.
Modelele X 4300 și X 4500 au fost produse între 1963 și 1970 în 121, respectiv 98 de exemplare. Au fost urmate, între 1971 și 1977 de X 4630 (133 de exemplare în total) și apoi de X 4750, produs în 50 de exemplare în 1977-1978.

## Date tehnice
Transmisia automotoarelor folosite în România este una mecanică, ambreiajul hidraulic și cutie manuală în 8 trepte. Forța motorului este transmisă prin ax cardanic, doar unul din cele 4 boghiuri ale ramei fiind motor. Boghiul motor este de tip Y204 (cele nemotoare de tip Y205), toate având ampatamentul de 2500 mm iar diametrul roților de 860 mm. Suspensia are doua trepte, o treapta primară asigurată de arcuri elicoidale și o treapta secundară, prin arcuri elicoidale și balansiere laterale.
În variantele ulterioare s-a introdus transmisia hidraulică Voith.
| Serie  | Motor (Putere)  | Dimensiuni (Lxlxh mm) | Greutate (t) | Viteză maximă (km/h) | Capacitate (pasageri) |
| ------ | --------------- | --------------------- | ------------ | -------------------- | --------------------- |
| X 4300 | Poyaud (295 kW) | 21240 x 2888 x 3470   | 59,4         | 120                  | 141                   |
| X 4500 | Saurer (330 kW) | 21240 x 2888 x 3470   | 60,6         | 120                  | 133 - 141             |
| X 4630 | Saurer (330 kW) | 21300 x 2888 x 3470   | 62,1         | 120                  | 133 - 141             |
| X 4750 | Saurer (440 kW) | 21300 x 2888 x 3470   | 60/67,5      | 140                  | 133                   |